# Rasclet estriat
El rasclet estriat (Sarothrura affinis) és una espècie d'ocell de la família dels sarotrúrids (Sarothruridae).

## Hàbitat i distribució
Habita sabanes i boscos poc densos de l'Àfrica oriental i Meridional, des del sud-est del Sudan i Kenya, cap al sud, localment, fins a Sud-àfrica.